# Cor Andriesse
Kornelis (Cor) Andriesse (Amsterdam, 13 februari 1899 – aldaar, 17 augustus 1964) was een Nederlands voetballer.

## Biografie
Cor Andriesse was de zoon van Rommert Andriesse en Carolina Hendrika Voous. Hij trouwde op 6 mei 1926 met Ariane Diederika Pos en had twee dochters.
Hij speelde van 1917 tot 1920 bij AFC Ajax als doelman. Van zijn debuut in het kampioenschap op 11 november 1917 tegen HBS tot zijn laatste wedstrijd op 25 januari 1920 tegen UVV speelde Andriesse in totaal 10 wedstrijden in het eerste elftal van Ajax.

## Statistieken
| Club  | Seizoen | Competitie | Competitie | Beker | Beker | Totaal | Totaal |
| Club  | Seizoen | Wed.       | Dlp.       | Wed.  | Dlp.  | Wed.   | Dlp.   |
| ----- | ------- | ---------- | ---------- | ----- | ----- | ------ | ------ |
| Ajax  | 1917/18 | 1          | 0          | ?     | ?     | 1      | 0      |
| Ajax  | 1918/19 | 7          | 0          | -     | -     | 7      | 0      |
| Ajax  | 1919/20 | 2          | 0          | -     | -     | 2      | 0      |
| Total | Total   | 10         | 0          | ?     | ?     | 10     | 0      |